# Západoslovenský kraj

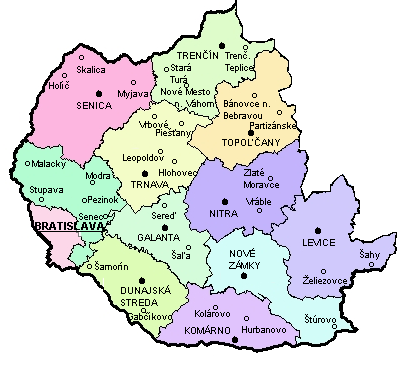
Karte des Krajs mit Okresy

Der Západoslovenský kraj („Westslowakischer Bezirk“) war in den Jahren 1960–1969 und 1970–1990 eine territoriale Einheit im slowakischen Teil der Tschechoslowakei. Seine Fläche war im Jahr 1978 14.491 km² und es lebten 1.660.030 Einwohner. Landeshauptstadt war Bratislava, die seit 1968/1971 ein eigenständiger Kraj war, blieb aber weiterhin Sitz der Verwaltung. Die größten Städte waren Ende der 1970er Jahre Nitra (72.000 Einw.), Trnava (62.000 Einw.) und Trenčín (48.000 Einw.). Er grenzte im Norden an den tschechischen Jihomoravský kraj, im Osten an den Stredoslovenský kraj, im Süden an Ungarn, im Westen an Österreich (Niederösterreich, bis Ende 1971 auch Burgenland).
Das Gebiet des Krajs war größtenteils niedrig (Záhorie, Donautiefland), einige Gebirgen sind die Kleinen und Weißen Karpaten im Westen bis Nordwesten, an der Grenze zu Stredoslovenský kraj befanden sich z. B. die Strážovské vrchy, Vogelgebirge und Štiavnické vrchy und bei Piešťany liegt der Inowetz. Der höchste Punkt war der Berg Rokoš (1010 m n.m.) in den Strážovské vrchy. Wichtigste Flüsse waren die Donau und die Unterläufe der March, Waag, Nitra und Hron.
Ende 1990 wurde der Kraj aufgelöst. Auf dem Gebiet befinden sich heute der Bratislavský kraj, Trnavský kraj, Nitriansky kraj und teilweise Trenčiansky kraj.
Der Bezirk teilte sich in mehrere Kreise („okres“). Nachfolgend eine Tabelle der Kreise:
| Nr. | Okres             | Kfz-Kenn. | Fläche (km²) | Einwohner (1.1.1978) | Dichte | Heutige Okresy                               |
| --- | ----------------- | --------- | ------------ | -------------------- | ------ | -------------------------------------------- |
| 1   | Bratislava-vidiek | BH, BY    | 1.240        | 142.763              | 115    | Malacky, Pezinok, Senec                      |
| 2   | Dunajská Streda   | DS        | 1.078        | 102.114              | 95     | keine Änderung                               |
| 3   | Galanta           | GA        | 982          | 140.477              | 143    | Galanta, Šaľa                                |
| 4   | Komárno           | KN        | 1.100        | 109.245              | 99     | keine Änderung                               |
| 5   | Levice            | LV        | 1.551        | 122.964              | 79     | keine Änderung                               |
| 6   | Nitra             | NR        | 1.443        | 201.380              | 140    | Nitra, Zlaté Moravce                         |
| 7   | Nové Zámky        | NZ        | 1.347        | 151.975              | 113    | keine Änderung                               |
| 8   | Senica            | SE        | 1.691        | 141.670              | 84     | Malacky, Myjava, Senica, Skalica             |
| 9   | Topoľčany         | TO        | 1.360        | 151.898              | 112    | Bánovce nad Bebravou, Partizánske, Topoľčany |
| 10  | Trenčín           | TN        | 1.309        | 173.889              | 133    | Nové Mesto nad Váhom, Trenčín                |
| 11  | Trnava            | TT        | 1.390        | 221.655              | 159    | Hlohovec, Piešťany, Trnava                   |

## Quelle
- Ctirod Rybár: Československo - sprievodca, Šport Bratislava, 1981